# Francesca Bocca-Aldaqre
Francesca Bocca-Aldaqre (Piacenza, 14 settembre 1987) è una teologa e scrittrice italiana. È stata docente di civiltà islamica all'Università Vita-Salute San Raffaele e di cultura araba alla Società Umanitaria e preside di facoltà nel dipartimento di psicologia alla International Open University.

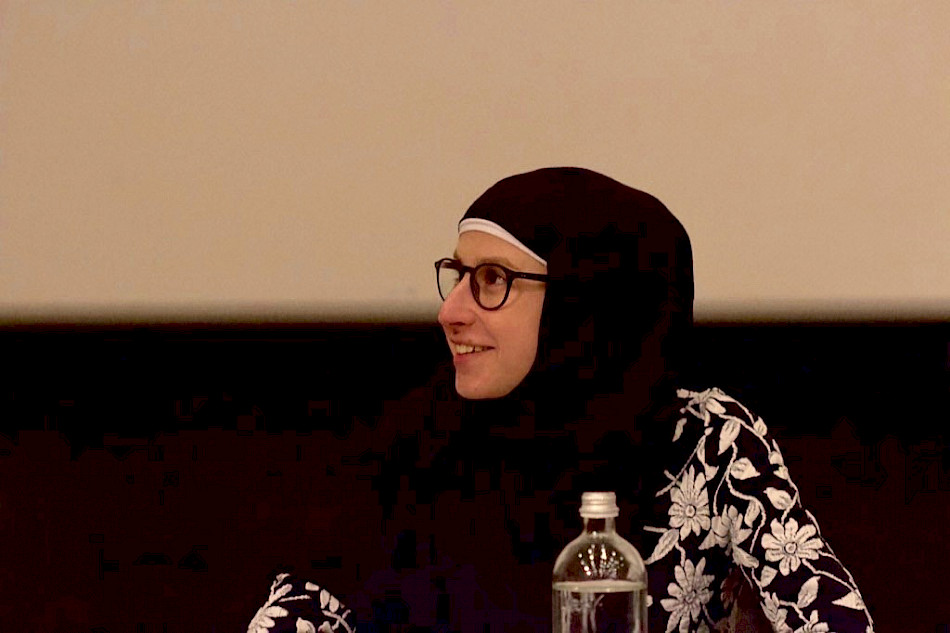
Francesca Bocca-Aldaqre al Festival della scienza di Genova, edizione 2018.

Dirige l'Istituto di Studi Islamici Averroè di Piacenza ed è co-fondatrice e docente all'Istituto Islamico di Studi Avanzati, dove svolge attività di insegnamento, community building e attivismo.
Ha scritto di neuroscienze e teologia per Civiltà delle macchine.

## Biografia
Dopo gli studi all'Università Vita-Salute San Raffaele si trasferisce in Germania, a Monaco di Baviera, dove consegue una laurea specialistica e un dottorato di ricerca in neuroscienze sistemiche alla Ludwig-Maximilians Universität. In parallelo perfeziona gli studi linguistici e teologici in Siria, Stati Uniti e Inghilterra.
Nel 2016 viene convocata dall’Istituto di Studi Islamici Averroè Archiviato il 22 settembre 2020 in Internet Archive. per assumerne la direzione. L’Istituto diventa la prima realtà islamica in Italia ad insegnare religione utilizzando testi in lingua italiana, da lei stessa curati, e a incorporare educazione civica nelle materie di studio. Di questo progetto educativo pubblica le basi teoriche in un saggio, Un Corano che cammina. Fondamenti di pensiero educativo, didattica e pedagogia islamica.
Dal 2017 è professoressa di teologia all'Istituto Italiano di Studi Islamici.
Si occupa della cura della mostra Tafakkur: l'uomo, la natura l'infinito,, presso il Museo di Storia Naturale di Piacenza, in cui il tema della biodiversità è affrontato con un approccio teologico.
Dal 2018 è membro del consiglio di direzione di Civiltà delle macchine, dove pubblica contributi a carattere teologico e neuroscientifico.
È apparsa nel documentario Veli di Cristallo, che ha co-presentato all’edizione 2018 del Festival della scienza di Genova.
Nel 2019 scrive con Pietrangelo Buttafuoco il saggio Sotto il suo passo nascono i fiori. Goethe e l’Islam. Con Buttafuoco condivide il progetto di stabilire legami letterari, poetici e filosofici tra cultura islamica ed europea.
Dal 2019 è professoressa di lingua e cultura araba alla Società Umanitaria di Milano.
Nel 2020 è coinvolta nella creazione di un'area per la sepoltura dei fedeli di religione musulmana all'interno del cimitero di Piacenza, inaugurata dal comune di Piacenza nell'occasione della perdita del marito, Iyad Aldaqre, durante la pandemia di COVID-19.
Dal 2021 è docente di civiltà islamica all'Università Vita-Salute San Raffaele di Milano. Pubblica il saggio Nietzsche in Paradiso. Vite parallele tra Islam e Occidente, e il Manuale di Teologia Islamica, scritto a quattro mani con Massimo Campanini, ma pubblicato postumo.
Assume la carica di preside di facoltà di psicologia islamica alla International Open University, istituzione universitaria a distanza con sede in Gambia. 
Ha scritto per il teatro il libretto dell'opera da camera Le Ore delle Spose, nuova produzione della Fondazione Teatro Coccia di Novara ispirata alla storia di Barbablù nella versione di Béla Bartók. I versi di Francesca Bocca-Aldaqre sono accompagnati in scena dalle musiche composte dal Maestro Claudio Scannavini, nella regia di Deda Cristina Colonna. 
Dal 2022 dirige l'Istituto Islamico di Studi Avanzati, di cui è co-fondatrice. Nel 2024 pubblica "Manifesto dell'Islam Italiano". Nello stesso anno vengono pubblicate in francese le traduzioni di Nietzsche in Paradiso e Sotto il suo passo nascono i fiori, entrambe per le Éditions Fenêtres. Partecipa al podcast Morire. Viaggio nell'ultimo tabù di Jacopo Pozzi ospitato dal Corriere della Sera.

## Opere

### Saggi
- Francesca Bocca-Aldaqre, Manifesto dell'Islam Italiano, Mimesis, 2024, ISBN 9791222308937
- Nietzsche in Paradiso. Vite parallele tra Islam e Occidente, Collana Il caffè dei filosofi, Milano, Mimesis, 2021, ISBN 978-8857573458
- Francesca Bocca-Aldaqre - Massimo Campanini, Manuale di Teologia Islamica, Le Monnier Università, Milano, 2021, ISBN 978-8800750646
- Francesca Bocca-Aldaqre, Lezioni sull'Islam - Pratica, credo e spiritualità, IISI, Milano, 2020, ISBN 978-88-945192-0-4
- Francesca Bocca-Aldaqre - Pietrangelo Buttafuoco, Sotto il suo passo nascono i fiori. Goethe e l'Islam, Collana I Fari, Milano, La Nave di Teseo, 2019, ISBN 978-88-346-00535.
- Un Corano che cammina. Fondamenti di pensiero educativo, didattica e pedagogia islamica, Studium, 2018, ISBN 978-88-382-4713-2

### Poesia
- Non amo chi tramonta, Forlì, Cartacanta, 2020, ISBN 978-88-85568-92-1.

### Curatele
- Studi islamici. Piano didattico per bambini, Edizioni an-Nasiha, 2018, ISBN 978-1-911290-21-6